# Gerd Müller (Schriftsteller)
Gerd Müller (* 2. August 1952 in Chemnitz) ist ein deutscher Schriftsteller. Er schreibt seine Romane unter dem Pseudonym Max Adam.

## Leben
Gerd Müller verbrachte seine Kindheit in Chemnitz und Potsdam, wo er am heutigen Helmholtz-Gymnasium die Hochschulreife erwarb. Anschließend studierte er in Leipzig Journalistik. Nach seinem Studium und einem Umzug nach Berlin schrieb für mehrere Zeitungen, arbeitete für verschiedene Pressestellen und promovierte 1989 zum Thema Öffentlichkeitsarbeit.
Gerd Müller ist verheiratet, lebt heute wieder in Potsdam und betreibt ein Service-Portal für Steuerberater und Lohnsteuerhilfevereine, in dem er auch seine neueren Kurzgeschichten veröffentlicht.

## Veröffentlichungen
Kriminalromane
- Yeti sei tot. 1992, Eulenspiegel Verlag, ISBN 3-359-00667-4
- Stirb du für mich. 1994, Eulenspiegel Verlag, ISBN 3-359-00698-4
- Mörder und Gendarm. 1995, Eulenspiegel Verlag, ISBN 3-359-00790-5
- Mord für Mord. 1997, Eulenspiegel Verlag, ISBN 3-359-00880-4

Thriller
- Die Weihnachtshütte. 2001, Maxtext, Libri Books on Demand, ISBN 3-8311-1295-9

Sachbuch
- Abfall Erde Mensch / Umweltschutz von A bis Z. 2000, Maxtext, Libri Books on Demand, ISBN 3-8311-1099-9

## Trivia
Nach eigenen Aussagen setzt sich sein Pseudonym aus den jeweils ersten beiden Buchstaben der Namen seiner Kinder Maria, Xaver, David und dem ersten Buchstaben seines Nachnamens Müller zusammen.
Hauptperson der veröffentlichten Kriminalromane ist der fiktive Privatdetektiv Dirk Adam, über den sein Bruder (Max Adam) diese Romane schreibt.